# Сент-Ріджис-Фоллс (Нью-Йорк)
Сент-Ріджис-Фоллс (англ. St. Regis Falls) — переписна місцевість (CDP) в США, в окрузі Франклін штату Нью-Йорк. Населення — 432 особи (2020).

## Географія

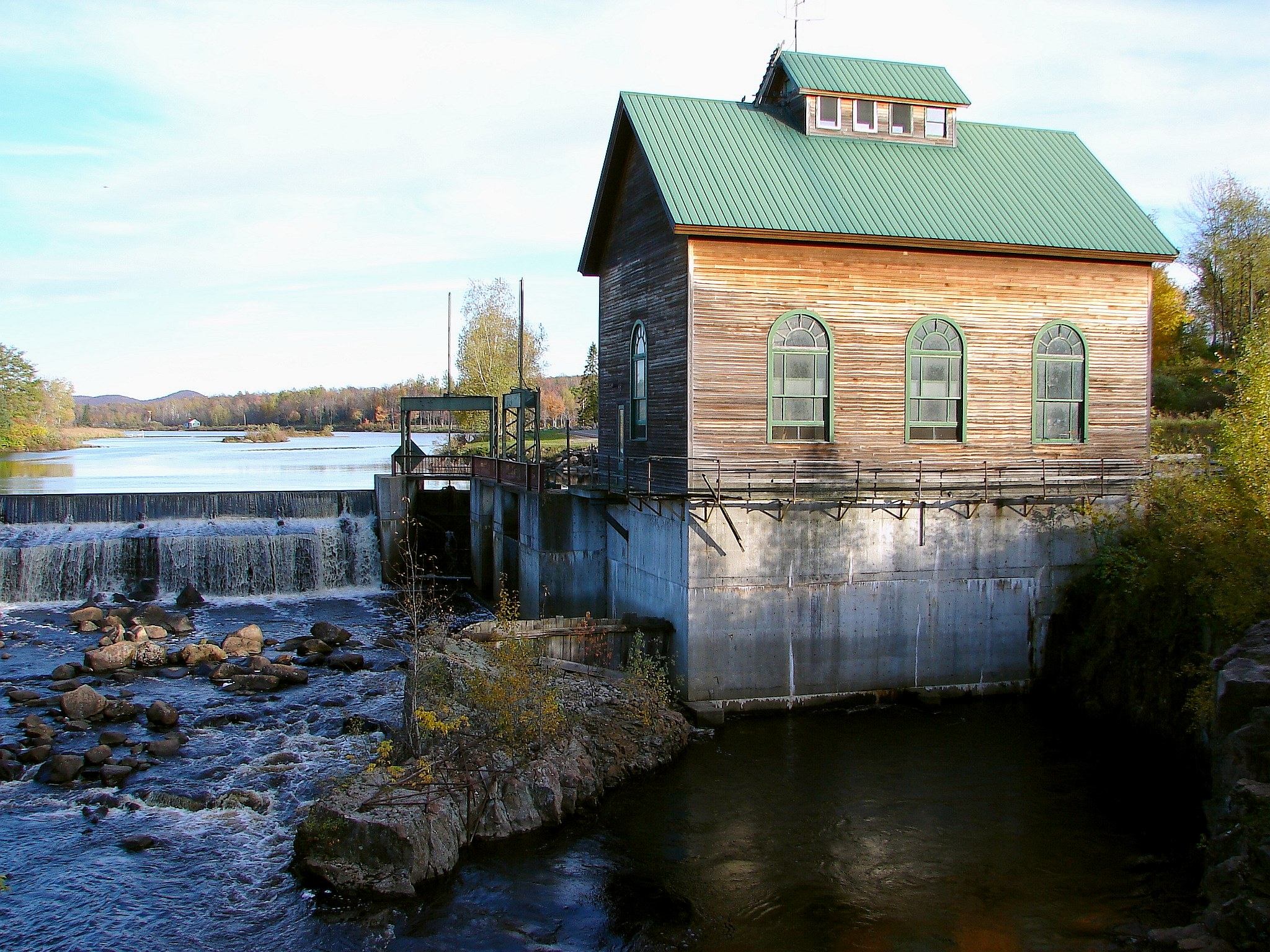

Сент-Ріджис-Фоллс розташований за координатами 44°40′35″ пн. ш. 74°31′51″ зх. д. / 44.67639° пн. ш. 74.53083° зх. д. (44.676385, -74.530951).  За даними Бюро перепису населення США в 2010 році переписна місцевість мала площу 3,35 км², уся площа — суходіл.

## Демографія
Згідно з переписом 2010 року, у переписній місцевості мешкали 464 особи в 199 домогосподарствах у складі 115 родин. Густота населення становила 139 осіб/км².  Було 266 помешкань (80/км²).
Расовий склад населення:
| - 96,6 % — білих - 1,1 % — корінних американців - 0,2 % — чорних або афроамериканців |

До двох чи більше рас належало 2,2 %. Частка іспаномовних становила 2,2 % від усіх жителів.
За віковим діапазоном населення розподілялося таким чином: 25,2 % — особи молодші 18 років, 62,1 % — особи у віці 18—64 років, 12,7 % — особи у віці 65 років та старші. Медіана віку мешканця становила 40,0 року. На 100 осіб жіночої статі у переписній місцевості припадало 89,4 чоловіків;  на 100 жінок у віці від 18 років та старших — 85,6 чоловіків також старших 18 років.
Середній дохід на одне домашнє господарство  становив 47 075 доларів США (медіана — 40 357), а середній дохід на одну сім'ю — 60 683 долари (медіана — 60 083). Медіана доходів становила 44 583 долари для чоловіків та 36 364 долари для жінок. За межею бідності перебувало 20,9 % осіб, у тому числі 47,8 % дітей у віці до 18 років та 18,3 % осіб у віці 65 років та старших.
Цивільне працевлаштоване населення становило 183 особи. Основні галузі зайнятості: освіта, охорона здоров'я та соціальна допомога — 44,8 %, будівництво — 18,0 %, публічна адміністрація — 12,0 %, мистецтво, розваги та відпочинок — 6,6 %.